# Institut des sciences et industries du vivant et de l'environnement
48°50′23″N 2°20′54″E / 48.83972, 2.34833
AgroParisTech o Instituto de París de Tecnología para las Ciencias de la Vida, Alimentación y Medioambiente (del francés: Institut des sciences et industries du vivant et de l'environnement) o AgroParisTech fue fundado el 1 de enero de 2007 resultado de la fusión de tres Institutos de Grado en Ciencia e Ingeniería:
- Institut National Agronomique Paris-Grignon (INA P-G) fundado en 1826
- ENGREF – École Nationale du Génie Rural, des Eaux et des Forêts
- École Nationale Supérieure des Industries Agricoles et Alimentaires – (ENSIA) fundado en 1893

AgroParisTech es parte del Instituto de Tecnología de París (o París Tech) el cual es un consorcio de 10 de los más prominentes Institutos de Grado en Ciencia e Ingeniería de Francia.
AgroParisTech es también parte del Centro de Ciencia y Tecnología de la Vida y Medioambiente  de la región de París, junto con el INRA, Cemagref, AFSSA, la Escuela Nacional de Veterinaria de Alfort y la Escuela Nacional de Arquitectura del Paisaje de Versalles.